# Fráncico moselano

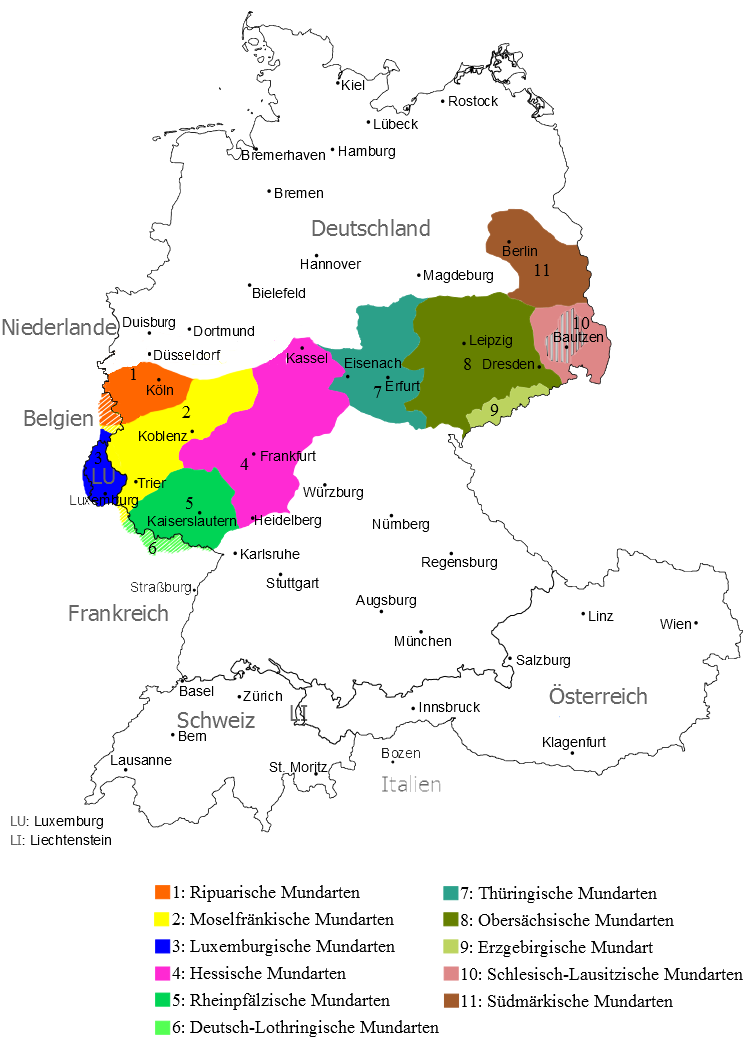
Zona del alto alemán central. En amarillo, el fráncico moselano

El fráncico moselano (en alemán: Moselfränkisch, pronunciación: /ˈmoːzl̩ˌfʁɛŋkɪʃ/ⓘ) es un habla germánica variedad del fráncico lorenés, dialecto germánico hablado en Lorena (como el luxemburgués y el fráncico renano de Lorena) en la frontera del país de Nied, hacia Boulay, Bouzonville y Faulquemont y también en Alemania a lo largo del río Mosela.

## Localización
Hacia el este, el fráncico moselano es próximo al fráncico renano (fráncico renano de Lorena, Pfälzisch, hessiano). En Lorena, el límite oriental del dominio dialectal del fráncico moselano corresponde aproximadamente a la línea divisoria de aguas entre la cuenca del Nied (donde se habla fráncico moselano) y otros afluentes del Sarre (donde se habla fráncico renano de Lorena). Este límite corresponde a la isoglosa das/dat (mutación consonántica final).
Hacia el oeste, el fráncico moselano es cercano al fráncico luxemburgués (algunas clasificaciones consideran el luxemburgués como una variante del fráncico moselano). En Lorena, el límite occidental de la zona del fráncico moselano corresponde aproximadamente a la línea de divisoria de aguas entre la cuenca del Nied (donde se habla fráncico moselano) y la del río Mosela. Este límite corresponde a la isoglosa op/of (mutación consonántica final).

## División
El "Linguasphere Register" (1999/2000, pág. 430) distingue cinco dialectos del grupo Moselano:
- Trevirano (Trierisch) (Renania-Palatinado)
- Eifelisch (Renania-Palatinado)
- Untermosellanisch (Renania-Palatinado)
- West-Westerwäldisch (Renania-Palatinado)
- Siegerländisch (Renania del Norte-Westfalia)
- Sajón de Transilvania (Siebenbürgerisch) (Rumanía)

Una variedad suya es el dialecto conocido como sajón de Transilvania, hablado en Transilvania como consecuencia de las emigraciones a aquella zona de colonos alemanes  entre 1100 y 1300, la mayoría de ellos hablantes de fráncico moselano.

## Diferencias entre el fráncico moselano y el alemán estándar
| Fráncico moselano                                                | Alemán estándar    |
| ---------------------------------------------------------------- | ------------------ |
| Musel                                                            | Mosel              |
| äisch [ɛɪʃ]                                                      | ich                |
| dou,dau [dɔʊ]                                                    | du                 |
| dat, daat                                                        | das, dass          |
| träi [tʁɛɪ]                                                      | drei               |
| Döppen,Deppen [døpən]                                            | Topf               |
| Döppschi, -e [døpʃɪ] /[døpʃə]                                    | Töpfchen           |
| Päad [pɛːɐt]                                                     | Pferd              |
| Schaiapoart [ʃaɪapoɐt]                                           | Scheunentor        |
| Koa(r) [kɔɐ]                                                     | Karre              |
| Krumbier (en östl. Hunsrück también Gumbi, en Südeifel "Krompa") | Kartoffel          |
| Schaaf                                                           | Schrank            |
| Schoof [ʃɔːf]                                                    | Schaf              |
| Gudde Moien! / Goode Morje! / Goode Moin!                        | Guten Morgen!      |
| Kuundel / Koondel / Köndel / Kändel / Kandel                     | Regenrinne         |
| Krœnen [kʁœːnən]                                                 | Kran, Wasserhahn   |
| hann / hänn / hunn / hönn                                        | haben              |
| genn, jewe                                                       | geben              |
| kräeje, krien, kreen                                             | kriegen, bekommen- |
| ginn                                                             | werden             |
| pitschen                                                         | kneifen            |

## Lecturas
- Werner König: dtv-Atlas Deutsche Sprache. dtv-Verlag, München (Múnich) 2005.
- Alexandra N. Lenz: Struktur und Dynamik des Substandards. Eine Studie zum Westmitteldeutschen (Wittlich/Eifel). Stuttgart 2004.
- Alexandra N. Lenz: Moselfränki·sch. Eine populärwissenschaftliche Einführung am Beispiel der Region Wittlich (Eifel). Wittlich 2007.
- Dittmar Lauer, Manfred Moßmann (Hrsg.): Hohwäller - Ein Sammelband Hochwälder Mundart. Verlag Alta Silva, Kell am See, Oktober 2006.
- Karl Conrath: Die Volkssprache der unteren Saar und der Obermosel - ein moselfränkisches Wörterbuch - Wilhelm Schmitz Verlag in Gießen
- Willi Körtels: Schöndorfer Dialekt-Schennerwer Platt. Konz 2003.
- Franz Schmitz: Wie mir schwätze. Das Neuwieder Mundart-Wörterbuch. Neuwied 1993.